# Emirat Libanonberg

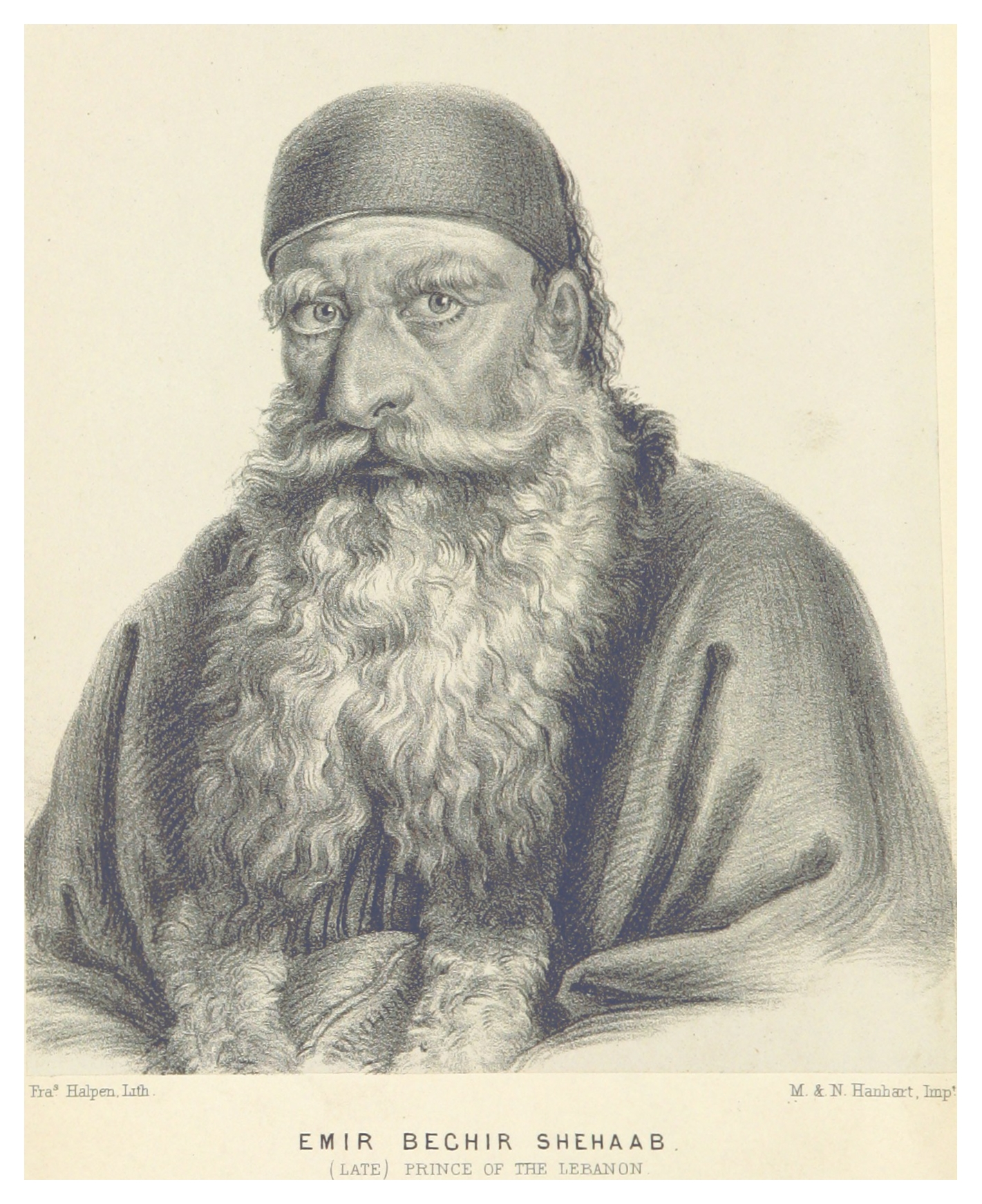
Emir Baschir II.

Mit dem Untergang des Mamlukenreichs in Ägypten und Syrien kam auch der Libanon 1517 unter die Herrschaft der Osmanen, behielt allerdings als Emirat einen halbautonomen Status.

## Emirat der Ma'n-Dynastie (1517–1697)
Schon im 16. Jahrhundert konnten die Drusen unter ihren Emiren aus dem Man-Clan (Maʿn) weitgehende Autonomie erreichen. Vor allem unter Fachr ad-Dīn II. (1585–1633) wurden die Landwirtschaft und der Handel gefördert. Der politische Einfluss des Emirs, der Gouverneur der Sandschaqs von Sidon-Beirut und Safad war, erstreckte sich über weite Teile Syriens bis nach Palmyra (siehe Qalʿat Ibn Maʿn) und die Grenzen Anatoliens. Als Fachr ad-Din II. sich aber gegen die Osmanen erhob, wurde er geschlagen und hingerichtet.

## Emirat der Schihab-Dynastie (1697–1842)

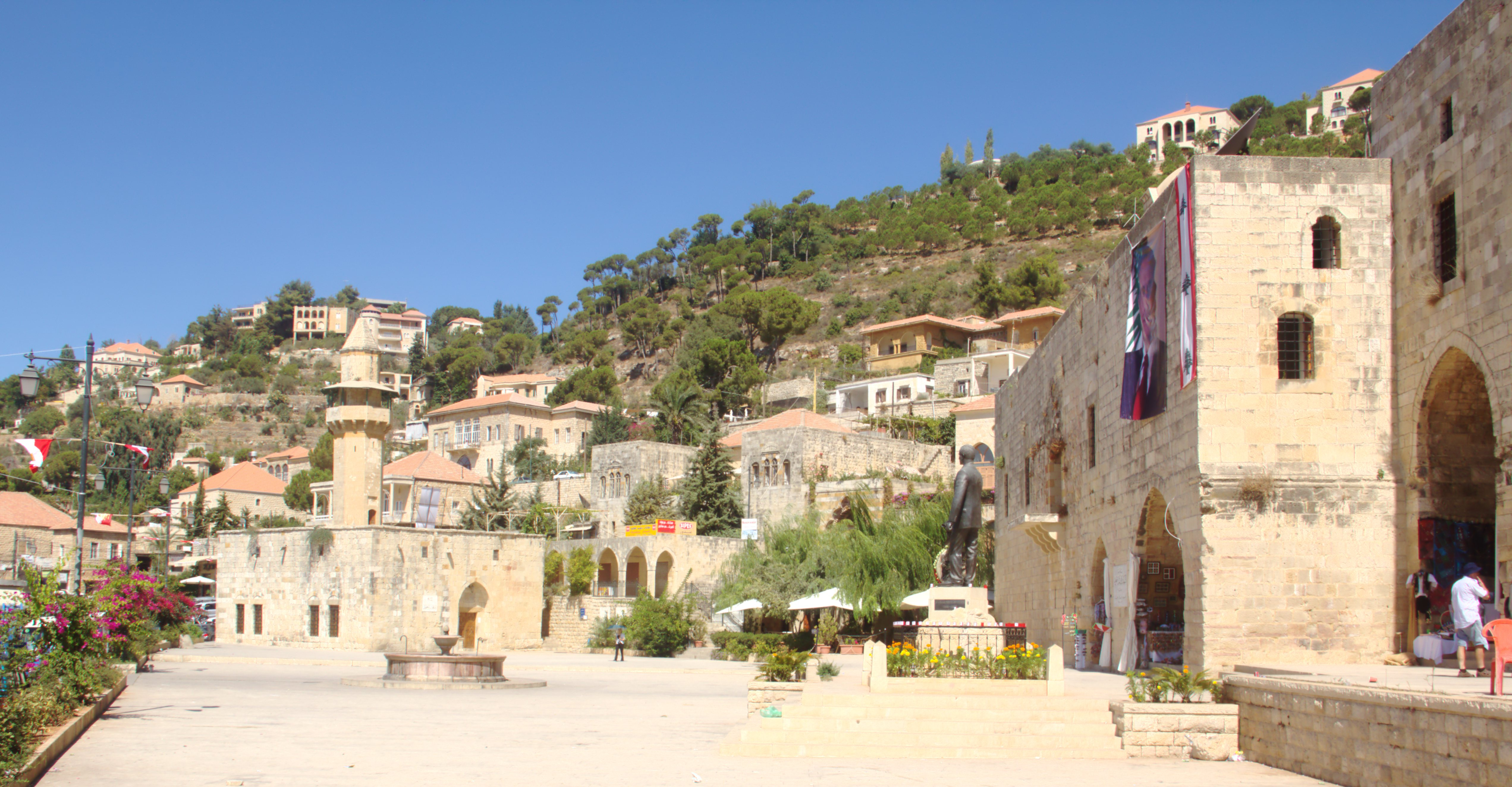
Hauptstadt war nicht die Hafenstadt Beirut, die außerhalb des Emirats lag, sondern Deir al-Qamar, zu dessen heute denkmalgeschütztem Zentrum ein Palast von Fachr ad-Din II., zwei Chéhab-Paläste, eine sunnitische Moschee (im Bild), eine Synagoge (rechts dahinter), zwei drusische Gemeinschaftshäuser, zwei maronitische, eine griechisch-orthodoxe, eine griechisch-katholische Kirche und eine Karawanserei (rechts) gehören.

Nach dem Aussterben der Hauptlinie der drusischen Man-Dynastie stellte ab 1697 der sunnitische (und später zum maronitischen Glauben konvertierte) Schihab-Clan (Šihāb) die Emire des Libanons. Unter Baschir I. (Bašīr; 1697–1707) und Haidar (Ḥaidar; 1707–1732) kam es aber zunächst zu heftigen Fraktionskämpfen innerhalb der Drusen, bevor unter Mulhim (Mulḥim; 1732–1754) das Land befriedet und ein Ausgleich zwischen den Fraktionen erreicht werden konnte. Baschir II. (1788–1840) begann mit dem Aufbau einer Verwaltung und eines Rechtssystems. Als sich der Emir aber mit Muhammad Ali Pascha verbündete, wurde er nach dessen Rückzug aus Syrien und dem Libanon 1840 von den Osmanen zum Rücktritt gezwungen. Nachdem es unter Baschir III. (1840–1842) zu schweren Unruhen zwischen den Drusen und den Maroniten gekommen war, übernahmen die Osmanen schließlich die direkte Verwaltung und brachen den Widerstand der örtlichen Machthaber.